# Cabatuan (Isabela)
Cabatuan (Bayan ng Cabatuan) är en kommun i Filippinerna. Kommunen ligger på ön Luzon, och tillhör provinsen Isabela. Folkmängden uppgår till 31 659 invånare.

## Barangayer
Cabatuan är indelat i 22 barangayer.
| - Rang-ay (Caggong) - Calaocan - Canan - Centro (Pob.) - Culing Centro - Culing East - Culing West - Del Corpuz - Del Pilar - Diamantina - La Paz | - Luzon - Macalaoat - Magdalena - Magsaysay - Namnama - Nueva Era - Paraiso - Sampaloc - San Andres (Teodoro Abad) - Saranay - Tandul |